# S Microscopii
S Microscopii är en pulserande variabel av Mira Ceti-typ  i stjärnbilden Mikroskopet.
Stjärnan varierar mellan visuell magnitud +7,8 och 14,8 med en period av 209,68 dygn.